# Pyronaut
Le Pyronaut est un bateau-pompe lancé en 1934 au port de Bristol. Il est préservé par le Bristol Industrial Museum (en) dans le port de Bristol. Il est enregistré comme bateau du patrimoine maritime du Royaume-Uni par le National Historic Ships UK  en 1996 et au registre de la National Historic Fleet.

## Caractéristiques techniques
Initialement il fut alimenté par deux moteurs Diesel Atomic de chez Petters Limited (en) de 55 ch chacun et deux pompes à pistons Merryweather & Sons (en) pouvant fournir 2 300 litres d'eau à la minute. Cet équipement a été remplacé en 1968 par deux Ruston & Hornsby de 90 ch chacun et deux pompes centrifuges Coventry Climax capables de délivrer 4 500 litres d'eau par minute.

## Histoire des bateaux-pompes de Bristol
Le premier bateau-pompe, pour intervenir sur l'eau, a été construit en 1765 pour la Sun Fire Insurance Company à Londres. C'était une pompe manuelle dans un petit bateau, avec un équipage de rameurs. Un bâtiment similaire fut construit à Bristol par James Hilhouse pour l'Imperial Fire Insurance Office dans les années 1780. Tous les combats d'incendie au port de Bristol ont été menés par des compagnies privées d'assurance jusqu'à la formation de la Bristol Fire Brigade en 1876, une branche de la police.
Vers le milieu du XIXe siècle apparurent les premiers bateaux-pompes à moteurs à vapeur. Le premier à apparaître à Bristol fut le Fire Queen construit par Shand Mason & Co. de Londres, en 1884. Le bateau faisait 16 mètres de long et possédait une pompe à vapeur alimentant deux gros rouleaux de tuyaux. Puis l'un des deux fut remplacé par un canon à eau en 1900. La Fire Queen servit jusqu'en 1922. 
En 1905, les sapeurs-pompiers prirent livraison de Salamander construit par GK Stothert & Co., Hotwells, de Bristol, et équipé de pompes Merryweather et de deux canons à eau. Il servit à Avonmouth Docks pendant de nombreuses années. L'inconvénient majeur des moteurs à vapeur était la lenteur de leur intervention à cause de l'allumage des chaudières. Outre les deux bateaux-pompes, le port possédait aussi pour la lutte contre l'incendie, du remorqueur Brunel et du navire de service Bulldog. Le port a exploité le bateau-pompe Denny, construit en 1916 pour le service à Portishead Dock. Il a servi jusqu'en 1953. 
En 1921, le Fire Queen a été remplacé par le bateau-pompe Phoenix  construit à Londres et avec moteur à essence. Dix ans plus tard, Salamander ne pouvant recevoir un moteur Diesel, la Bristol Fire Brigade commanda deux nouveaux bateaux-pompes qui furent construits par Charles Hill & Sons lLtd., de Bristol.
En 1934, le Bristol Phoenix II (rebaptisé plus tard Pyronaut) a été lancé, suivi en 1936 par Endres Gane.

## Service d'avant-guerre
Le Bristol Phoenix II fut stationné à Prince Street Bridge en juin 1934. Son équipage est composé de trois pompiers, dont un ingénieur stationné sous le pont, dans la salle des machines. L'ordre d'intervention était envoyé par le télégraphe du navire, et l'ingénieur contrôlait la vitesse des moteurs et les pompes à eau. 
En 1938, un second navire nommé Phoenix est apparu sur le registre maritime, et, parce que cela n'est pas autorisé, le bateau-pompe a été rebaptisé « Pyronaut » (un nom imaginé par le fils du président du comité de surveillance). Peu de temps après, en novembre 1938, l'un des plus graves incendies dans les docks a éclaté dans la malterie Samuel Thompson & Sons où le Pyronaut est intervenu avec succès.

## Seconde Guerre mondiale
Au début de 1939, plusieurs petits incendies à divers endroits dans les docks de la ville, précédés d'un incendie majeur dans les locaux de l'Anglo-American Asphalt Co., ont nécessité l'intervention du Pyronaut. Dès l'année suivante, le Pyronaut a été très actif lors des raids aériens du Blitz sur Bristol qui endommagea et détruisit de nombreux entrepôts, des usines, des magasins et des maisons autour des quais du port.

## Service d'après-guerre
Le retour aux tâches en temps de paix signifiait moins de travail pour les bateaux-pompes, mais des incendies majeurs se sont encore déclarés. En février 1948, il y eut un incendie sérieux au Bristol Hippodrome (en) et Pyronaut pompa l'eau de la rivière Frome.
En 1949, un grave incendie dans les stocks de papier d'une usine exigea la présence du Pyronaut et de nombreux véhicules terrestres. En 1950, il intervint dans d'autres entrepôts des docks et, en septembre 1951, il intervint aussi sur le plus grave incendie de carburant en temps de paix qui avait éclaté à Avonmouth Docks et dura deux jours. L'année suivante, il est intervenu sur un incendie à bord du MV Stalheim amarré dans les docks.

## Fermeture des docks de Bristol
En 1967, l'équipement des Pyronaut et Endres Gane est usé et obsolète. Un nouveau bateau-pompe, l'Aquanaut est livré en 1969 par Thames Launch Works Ltd. de Londres. Propulsé par deux moteurs Diesel Thornycroft, le nouveau bateau est très manœuvrable et sa pompe turbocompressée Rolls-Royce Limited fournit jusqu'à 9 100 litres d'eau à la minute aux quatre canons. Il remplaça de suite le Endres Gane.
Au lieu d'acquérir un nouveau bateau pour remplacer le Pyronaut, il est décidé de rééquiper ce dernier entre 1968 et 1969. Ses moteurs Diesel Atomic Petter et ses pompes Merryweather sont remplacés par des Ruston & Hornsby et des pompes centrifuges Coventry Climax. Dans le même temps, des commandes à distance du moteur depuis le poste de pilotage ont été introduites, de sorte que la présence d'un ingénieur dans la salle des machines n'est plus nécessaire.

## Retraite
Malgré ces améliorations, le service actif de Pyronaut est compté. En 1969, la décision de fermer les docks de Bristol au trafic commercial à partir de 1975 est annoncée. La ville a fait une expertise incendie en 1972 qui démontrait que l'essentiel des bâtiments étaient hors de portée du Pyronaut. Le Pyronaut sera mis en vente en 1973 et sept ans plus tard, lAquanaut est également vendu. La lutte contre l'incendie est devenue la responsabilité des véhicules terrestres et de nouveaux remorqueurs équipés de matériel anti-incendie. 
Le Pyronaut a été vendu à l'autorité portuaire de Bristol, qui l'a emmené à Avonmouth pour lui faire subir une reconversion en bateau de plongeurs.  Cela impliqua de retirer toutes les pompes de lutte contre l'incendie et de déplacer ses moteurs vers l'avant pour créer un vestiaire. Ce travail n'a jamais été achevé, et il a été revendu à un acheteur privé en 1983, qui l'a réaménagé en houseboat pour y vivre dans le sud de l'Irlande. Peu avant l'achèvement des travaux en 1989, il a décidé de vendre le navire au Bristol City Museum and Art Gallery où sa restauration et sa conservation ont été achevées en 1995. Pyronaut, comme navire musée, navigue avec les remorqueurs Mayflower et John king du musée. Inscrit dans le cadre de la National Historic Fleet il est présent lors des grandes manifestations portuaires ainsi que pour une exploitation touristique sur certains week-ends d'été. 
En juin 2012, il a navigué à Londres lors du Thames Diamond Jubilee Pageant (en) (Jubilé de diamant de la Reine).